# Saint-Mandrier-sur-Mer
 Saint-Mandrier-sur-Mer  es una población y comuna francesa, en la región de Provenza-Alpes-Costa Azul, departamento de Var, en el distrito de Toulon. Es el chef-lieu del cantón de su nombre, aunque la mayor parte de la población del mismo corresponde a La Seyne-sur-Mer.
La comuna se formó el 24 de abril de 1950 por segregación de La Seyne-sur-Mer, con el nombre de Saint-Mandrier. El 19 de abril de 1951 cambió al nombre actual.

## Demografía
| 1288 | 4327 | 2321 | 3018 | 4272 | 4946 | 5175 | 5232 | 6 303 |
| Para los censos de 1962 a 1999 la población legal corresponde a la población sin duplicidades (Fuente: INSEE [Consultar]) |      |      |      |      |      |      |      |       |

Forma parte de la aglomeración urbana de Toulon.